# Carl Reinhardt
Pour les articles homonymes, voir Reinhardt.
Carl Reinhardt (né le 25 avril 1818 à Leipzig, mort le 11 août 1877 à Radebeul) est un peintre, auteur, graphiste et caricaturiste saxon.

## Biographie
Carl Reinhardt étudie à Leipzig, Dresde et Munich, notamment auprès de Johan Christian Clausen Dahl et d'Albert Zimmermann. Dans les années 1840 et 1850, il mena une vie de peintre paysagiste, écrivain et dessinateur de paysages, tout comme son contemporain Herbert König (de). Carl August Reinhardt utilisait souvent une signature composée des lettres entrelacées C et R, au-dessus d’elles un A en forme de toit. Il publie des dessins et caricatures entre 1867 et 1873 pour la maison d'édition de Gustav Weise à Stuttgart. Il peut être considéré comme un des précurseurs de la bande dessinée allemande.

## Galerie

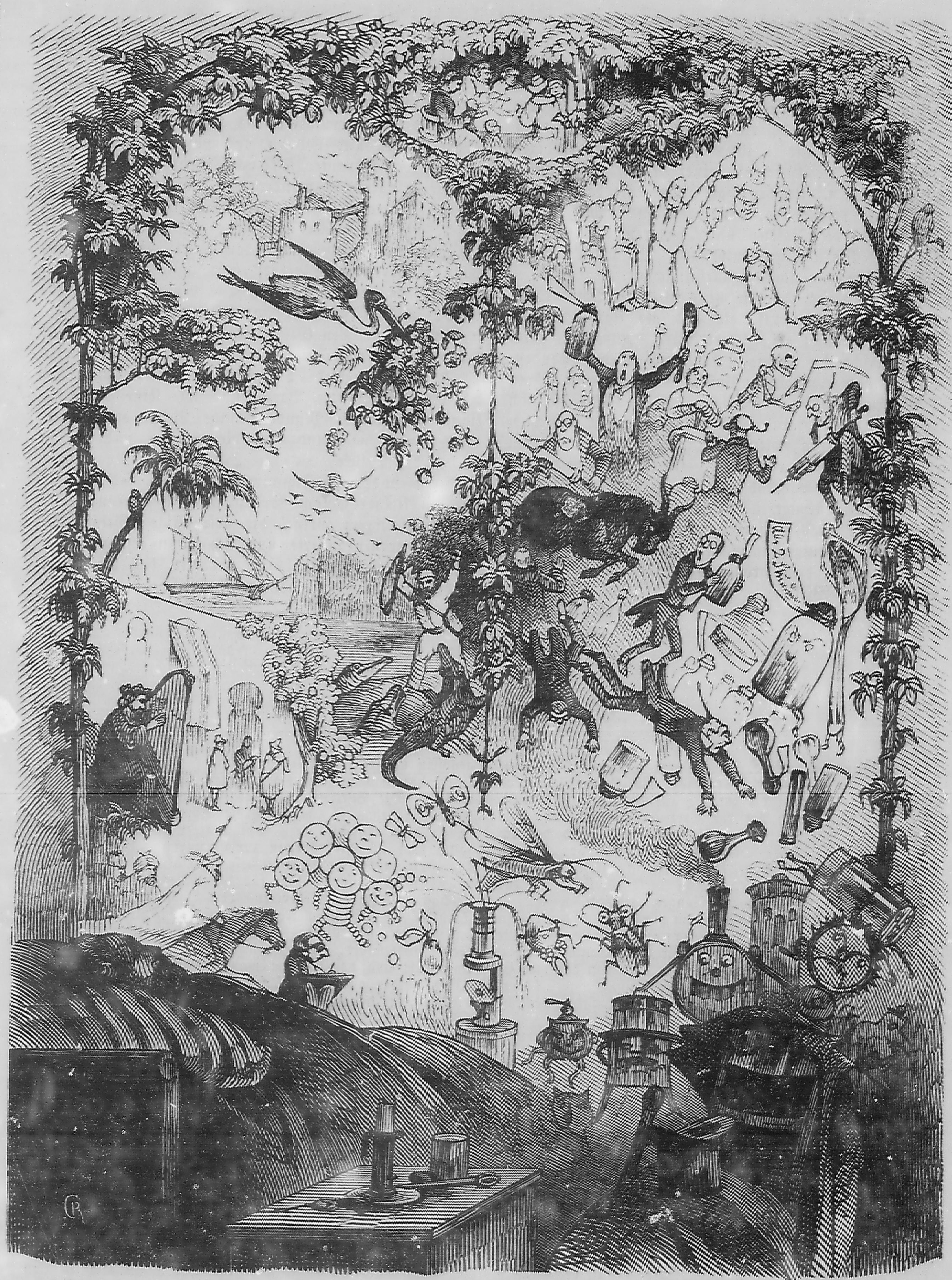
Die Gartenlaube (1853)
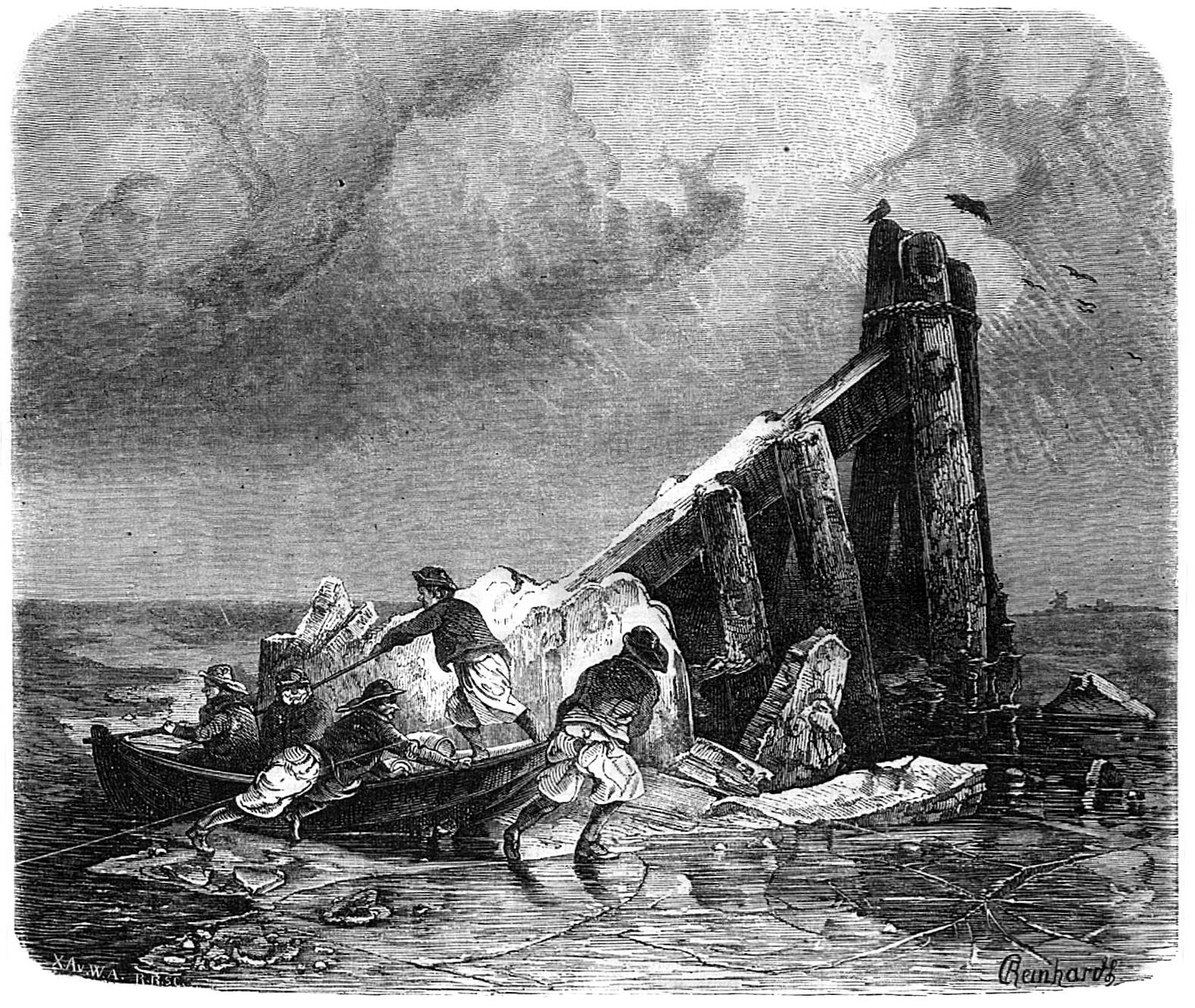
Die Gartenlaube (1858)
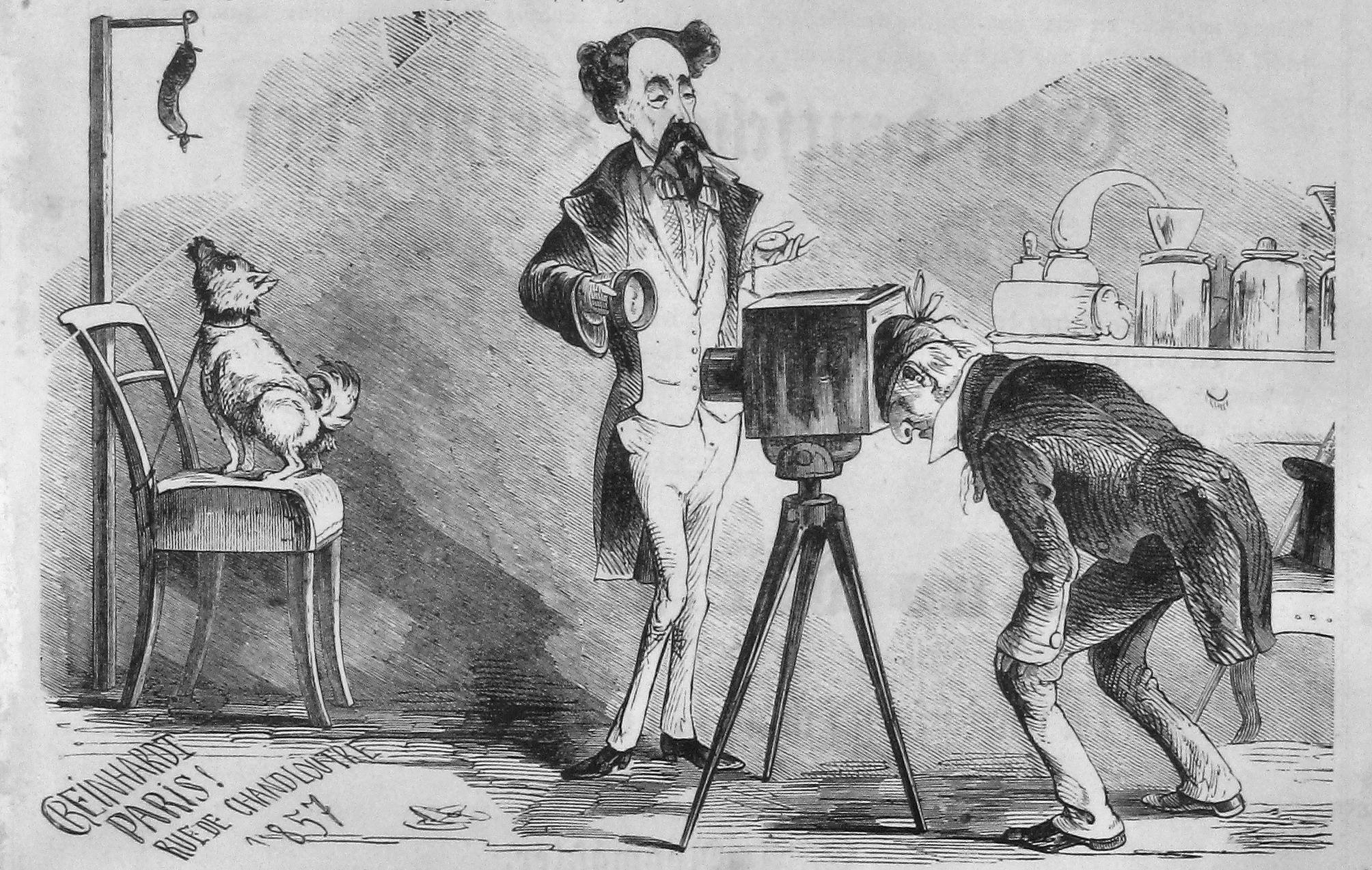
„Keine Perücke mehr!“ (1863)